# 輪ばね

輪ばね

輪ばね（わばね）とは、ばねの一種。

## 概要
面をもった外輪と内輪から構成される。
圧縮荷重を受けたときに、外輪は内輪から広げられ、内輪は周囲から圧縮される。摩擦によるヒステリシス性があるので、減衰効果があり、限られた空間で、大きいエネルギーを吸収することが要求される場合に用いる。